# Институт биоорганической химии имени М. М. Шемякина и Ю. А. Овчинникова РАН
Государственный научный центр Федеральное государственное бюджетное учреждение науки Институт биоорганической химии им. академиков М. М. Шемякина и Ю. А. Овчинникова РАН — научно-исследовательский институт Российской академии наук, крупнейший центр физико-химической биологии и биотехнологии в России.

## Общие сведения
Основан в 1959 году как Институт химии природных соединений АН СССР (ИХПС). В 1974 году переименован в Институт биоорганической химии АН СССР.
Филиал ИБХ РАН располагается в г. Пущино Московской области. Всего в Институте и его Филиале работает около 1100 человек, в том числе более 500 научных сотрудников (из них 350 докторов и кандидатов наук). 36 сотрудников ИБХ РАН удостоены Государственных премий, 27 — премий Правительства Российской Федерации.
- в 1970 году Институту присвоено имя его основателя — академика М. М. Шемякина
- в 1992 году Институту присвоено имя академика Ю. А. Овчинникова

## Структура
ИБХ РАН объединяет более 100 научных и производственных подразделений.

### Научные подразделения
В Институте более 70 научно-исследовательских лабораторий в 18 отделах.

#### Отдел пептидно-белковых технологий
- Лаборатория биокатализа — Лаборатория белков гормональной регуляции — Лаборатория химии протеолитических ферментов — Группа молекулярной физиологии — Группа экспрессии белковых факторов роста и дифференцировки

#### Отдел иммунологии
- Лаборатория клеточных взаимодействий — Лаборатория молекулярной иммунологии — Лаборатория молекулярной тераностики — Лаборатория онконанотераностики

#### Отдел структурной биологии
- Лаборатория биомолекулярной ЯМР-спектроскопии — Лаборатория моделирования биомолекулярных систем — Лаборатория оптической микроскопии и спектроскопии биомолекул — Лаборатория структурной биологии ионных каналов — Группа анализа структуры мембранных белков in silico

#### Отдел геномики и постгеномных технологий
- Лаборатория структуры и функций генов человека — Лаборатория регуляторной транскриптомики — Лаборатория молекулярных основ эмбриогенеза — Группа геномного анализа сигнальных систем клетки Архивная копия от 2 апреля 2022 на Wayback Machine — Группа генной иммуноонкотерапии

#### Отдел молекулярной нейроиммунной сигнализации
- Лаборатория молекулярной токсинологии — Лаборатория лиганд-рецепторных взаимодействий — Лаборатория оксилипинов — Лаборатория нейроиммунных процессов

#### Отдел биоинженерии
- Лаборатория инженерии белка — Лаборатория биоинженерии нейромодуляторов и нейрорецепторов — Группа нанобиоинженерии

#### Отдел молекулярной нейробиологии
- Лаборатория нейрорецепторов и нейрорегуляторов — Лаборатория внесинаптической передачи — Лаборатория синтетических вакцин — Лаборатория молекулярных инструментов для нейробиологии

#### Отдел молекулярной биологии и биотехнологии растений
- Лаборатория молекулярной диагностики — Лаборатория молекулярной биоинженерии — Лаборатория функциональной геномики и протеомики растений — Лаборатория экспрессионных систем и модификации генома растений — Группа лесной биотехнологии

#### Отдел химической биологии гликанов и липидов
- Лаборатория углеводов — Лаборатория химии липидов

#### Отдел биомолекулярной химии
- Лаборатория химии метаболических путей — Лаборатория молекулярных основ стрессоустойчивости растений — Группа синтетической биологии — Лаборатория биотехнологии растений

#### Отдел биоматериалов и бионанотехнологий
- Лаборатория молекулярной биофизики — Лаборатория полимеров для биологии — Лаборатория биомедицинских материалов — Лаборатория иммунохимии — Группа молекулярной экологии

#### Отдел геномики адаптивного иммунитета
- Лаборатория методов иммуносеквенирования — Лаборатория сравнительной и функциональной геномики — Группа структурной организации Т-клеточного иммунитета — Группа алгоритмов иммуносеквенирования

#### Отдел функционирования живых систем
- Лаборатория молекулярной онкологии — Лаборатория молекулярного дизайна и синтеза — Лаборатория молекулярной вирусологии — Лаборатория мембранных и биоэнергетических систем — Лаборатория микрофлюидных технологий для биомедицины — Группа молекулярных инструментов для исследования живых систем — Группа электронной микроскопии — Группа химии природных соединений

#### Отдел метаболизма и редокс-биологии
- Лаборатория молекулярных технологий — Группа редокс-биологии — Группа метаболических основ патологии

#### Отдел биотехнологии
- Лаборатория биофармацевтических технологий — Лаборатория биосинтеза низкомолекулярных физиологически активных соединений — Лаборатория биотехнологии гликопротеинов — Группа химии пептидов — Группа молекулярной биотехнологии

#### Отдел биофотоники
- Лаборатория генетически кодируемых молекулярных инструментов — Лаборатория рентгеноструктурных исследований биополимеров — Группа молекулярных меток для оптической наноскопии — Группа химии гетероциклических соединений

#### Отдел биологических испытаний
- Лаборатория биологических испытаний — Лаборатория фармакокинетики — Лаборатория токсикологии in vitro

### Научно-вспомогательные и производственные подразделения
- Опытное биотехнологическое производство
- Опытное производство медицинских изделий
- Генно-инженерный блок
- Инновационный центр «Технопарк ИБХ»
- Лаборатория производственного контроля санитарно-химических и биологических факторов
- Опытное биотехнологическое производство
- Отдел экспериментальной биологии с виварием
- Изотопный блок
- Hациональный комитет российских биохимиков
- Отдел международных научных связей
- Многофункциональный информационный центр
- Патентный отдел
- Отдел электронных ресурсов и экономических инициатив
- Отдел международных научных связей
- Редакция журнала «Биоорганическая химия»
- Отдел «Аспирантура»

## Известные сотрудники
- Берлин, Юрий Адольфович (1936—2001) — российский учёный, профессор, доктор химических наук.
- Овчинников, Юрий Анатольевич (1934—1988) — советский учёный, академик, профессор, доктор химических наук.
- Шемякин, Михаил Михайлович (1908—1970) — советский учёный, академик, профессор, доктор химических наук.

## Дирекция
- Директор:
  - академик РАН Иванов, Вадим Тихонович (с 1988 по 2017)
  - академик РАН Габибов, Александр Габибович (с 2017 по н.в.)[4].